# Capitellida
Capitellida – rząd wieloszczetów z infragromady Scolecida, zaliczanej do Palpata.

## Taksonomia
Obecnie takson ten określany jest jako zbędne nomen dubium.

## Opis
Prostomium pozbawione przydatek. Jeden lub dwa segmenty bez szczecinek na przodzie ciała. Parapodia dwugałęziowe. Wszystkie szczecinki, włączając kapilary i dziobkowate uncini, proste.

## Systematyka
Zalicza się tu rodziny:
- Capitellidae Grube, 1862
- Arenicolidae Johnston, 1835
- Maldanidae Malmgren, 1867